# Araneus annuliger
Araneus annuliger är en spindelart som först beskrevs av Tamerlan Thorell 1898. Araneus annuliger ingår i släktet Araneus och familjen hjulspindlar.
Artens utbredningsområde är Myanmar. Inga underarter finns listade i Catalogue of Life.